# Windows Live Writer
Pour les articles homonymes, voir WLW.
Windows Live Writer est un éditeur de blog permettant la publication d'articles avec différents contenus et le post des services de blog comme Windows Live Spaces et Blogger. Windows Live Writer est valable en 48 langues différentes.

## Historique
Windows Live Writer est basé sur les technologies Onfolio Writer, un logiciel racheté par Microsoft à la société Onfolio. La première version, celle de 2008, a été officiellement distribuée le 6 novembre 2007. 
Partie intégrante de la suite Windows Essentials, Live Writer n'évoluait plus réellement depuis 2012.
Le 9 décembre 2015, Microsoft a annoncé l'ouverture du code source du logiciel. 
Une nouvelle version du logiciel, fork du précédent et dénommée Open Live Writer (en), est maintenant disponible sur le site Scott Hanselman.